# Nikos Machlas
Nikolaos Machlas známý jako Nikos Machlas (řecky Νίκος Μαχλάς; * 16. června 1973, Iraklio, Kréta, Řecko) je bývalý řecký fotbalový útočník a reprezentant.

## Klubová kariéra
Působil v klubech OFI Kréta, Vitesse, AFC Ajax, Sevilla FC, Iraklis Soluň a APOEL FC.
V sezóně 1997/98 se stal v dresu Vitesse nejlepším střelcem Eredivisie s 34 vstřelenými brankami. Díky tomu získal toho roku také evropskou Zlatou kopačku.

## Reprezentační kariéra
V letech 1993–2002 nastupoval za řeckou fotbalovou reprezentaci. 17. listopadu 1993 vstřelil hlavou gól v kvalifikačním utkání proti Rusku a zařídil tak důležitou výhru svého týmu 1:0, která zajistila Řecku účast na Mistrovství světa 1994 v USA. Na samotném šampionátu nastoupil do všech tří utkání svého mužstva, Řecko ale nepostoupilo ze základní skupiny a dokonce nevstřelilo ani gól. Celkem odehrál v řeckém národním týmu 61 zápasů a vstřelil 18 branek.